# Распад Чехословачке
Распад Чехословачке (чеш. Rozdělení Československa, слч. Rozdelenie Česko-Slovenska) процес је који се одиграо почетком 1990-их, а који је на крају довео до распада Чехословачке на новогодишњу ноћ 1992/1993, када настају двије нове државе: Чешка и Словачка. Овај процес се такође назива и Плишани развод, јер је револт против Комунистичке партије Чехословачке 1989. назван Плишана револуција.
Распад Чехословачке је један од примјера како се проблеми могу ријешити без сукоба.

## Позадина
Чехословачка је створена распадом Аустроугарске на крају Првог светског рата. У 1918. години је у Питсбургу, Пенсилванија, Сједињене Америчке Државе, одржан састанак на којем су будући чехословачки председник Томаш Масарик и други чешки и словачки представници потписали Питсбуршки споразум, који је подразумевао стварање заједничке државе која ће се састојати од две равноправне нације: Словака и Чеха. Убрзо након тога, он и Едвард Бенеш прекршили су споразум залажући се за веће јединство и јединствену нацију.
Неки Словаци нису били за ту промену, а у марту 1939. године, под притиском Адолфа Хитлера, створена је Прва Словачка Република као сателитска држава Немачке са ограниченим суверенитетом. Како су припале совјетској сфери утицаја, Совјетски Савез је након Другог светског рата надзирао поново стварање Чехословачке.
У 1968. години, Уставни закон федерације вратио је званичну федералну структуру на стање из 1917. године, али током периода нормализације 1970-их, Густав Хусак, иако Словак, вратио је већи део контроле у Праг. Тај приступ подстакао је поновни раст сепаратизма након пада комунизма.

## Распуштање
До 1991. године БДП по становнику Чешке Републике био је неких 20% већи од словачког. Исплате из чешког буџета у Словачку, што је раније било по закону, заустављене су у јануару 1991. године.
Многи Чеси и Словаци желели су даље постојање федеративне Чехословачке. Неке главне словачке странке су се, међутим, залагале за лабавији облик државне заједнице а Словачка народна странка је била за потпуну независност и суверенитет. Након што су се поново појавиле политичке странке, чешких странака је било мало или нимало присутних у Словачкој и обрнуто. Да би имала функционалну државу, влада је тражила континуирану контролу од Прага, али Словаци су наставили да траже децентрализацију.
Чешка је 1992. године изабрала Вацлава Клауса и друге који су тражили или још чвршћу федерацију („одрживу федерацију“) или две независне државе. Владимир Мечјар и други водећи словачки политичари желели су неку врсту конфедерације. Обе стране су у јуну водиле честе и интензивне преговоре. Словачки парламент усвојио је 17. јула декларацију о независности словачке нације. Шест дана касније, Клаус и Мечјар договорили су се да распусте Чехословачку на састанку у Братислави. Чехословачки председник Вацлав Хавел поднео је оставку, уместо да надгледа распуштање, чему се успротивио. У анкети јавног мњења из септембра 1992. само 37% Словака и 36% Чеха подржало је раздвајање.
Циљ преговора био је на постизање мирне поделе. Мирна подела имала је приоритет јер је процес текао паралелно са насилним распадом Југославије што је мотивисало водеће функционере да избегну избијање сукоба у Чехословачкој. Дана 13. новембра Савезна скупштина је усвојила Уставни закон 541, којим је уређена подела имовине између Чешке и Словачке. Уставним актом 542, усвојеним 25. новембра, пристали су на распуштање Чехословачке 31. децембра 1992.
Распуштање се догодило без насиља, па је стога речено да је било "плишано", као што је и "Плишана револуција", која му је претходила, названа тако и која је постигнута масовним мирним демонстрацијама и акцијама. Насупрот томе, други посткомунистички распади (попут Совјетског Савеза и Југославије) укључивали су насилне сукобе. Чехословачка је једина држава бившег источног блока која је имала потпуно миран распад. Током следећих година, док се словачка економија мучила, Словаци су растурање сматрали грешком.

## Узроци
Дати су бројни разлози за распад Чехословачке, при чему су се главне расправе усредсредиле на то да ли је раздвајање било неизбежно или је до распада дошло у вези са догађајима који су се догодили између Плишане револуције 1989. и распада државе 1992.
Они који посматрају са ставом неизбежности указују на разлике између две нације, које датирају још од Аустроугарске, и на друга питања. Између Чеха и Словака постојале су етничке разлике као и проблеми са заједничком државом током комунизма. Успех државе у чешким земљама и њен неуспех у словачким земљама који је резултирао усвајањем комунизма јер су Чеси били утицајнији у управљању државом од Словака и доношењем устава из 1968. са мањинским ветом.
Они који тврде да су догађаји између 1989. и 1992. довели до распада указују на међународне факторе као што су отцепљење совјетских сателитских република, недостатак јединствених медија између Чешке и Словачке и најважније акције политичких лидера обе нације који су подржавали несугласице између премијера Клауса и Мечјара.

## Правни аспекти

### Национални симболи
Будући да је грб Чехословачке био састављен од грбова историјских географских подручја која су формирала земљу, свака република је једноставно задржала своје симболе: Чеси лава а Словаци двоструки крст. Исти принцип примењен је на дводелну двојезичну чехословачку државну химну која се састојала од два одвојена музичка дела, чешке строфе Где ми је дом? и словачке Муње изнад Татри. Спор се одвијао само у вези са чехословачком заставом. Током преговора 1992. о детаљима распуштања Чехословачке, на захтеве Мечјара и Клауса, у уставни закон о распуштању Чехословачке убачена је клаузула која забрањује употребу државних симбола Чехословачке.
Од 1990. до 1992. године, црвено-бела застава Бохемије (која се разликује од пољске заставе само у пропорцији боја) службено је служила као застава Чешке. На крају, након потраге за новим симболима, Чешка је једнострано одлучила да игнорише уставни закон о распуштању Чехословачке (члан 3. Закона 542/1992 каже да „Чешка и Словачка Република неће користити националне симболе Чешке и Словачке Федеративне Републике након њеног распада. ") и да задржи чехословачку заставу, са измењеним значењем. Словачка је у међувремену усвојила своју традиционалну заставу, међутим, непосредно пре независности, 3. септембра 1992, додат је грб како би се спречила забуна са сличним заставама Русије и Словеније.

### Територија
Национална територија била је подељена дуж постојећих унутрашњих граница, али граница на неким тачкама није била јасно дефинисана, а у неким областима је граница пресецала улице, приступне путеве и заједнице које су коегзистирале вековима. Најозбиљнији проблеми су се појавили у следећим областима:
- Шанце  – историјски део Моравске, додељен Словачкој 1997.
- Сидоње – историјски део Мађарске (која је до 1918. године обухватала сву данашњу словачку територију), додељена Чешкој Републици 1997
- рекреационо подручје Касарна - историјски припадало Моравској, након спора између Моравске и Мађарске у 16. века, формално било део Мађарске од 1734, повезано путевима само са чешке стране до почетка 2000-их, остало у Словачкој упркос жестоким приговорима углавном чешких власника имовине чије су некретнине фактички пале у страну земљу.

Нове земље су решиле неспоразуме међусобним преговорима, финансијском компензацијом, а затим и међународним уговором о модификацијама границе.
Међутим, људи који живе или поседују имовину у пограничном подручју наставили су да имају практичне проблеме све док обе нове земље нису потписале Шенгенски уговор 2007. године, када су границе постале мање значајне.

### Подела националне имовине
Већина савезне имовине подељена је у сразмери два према један, приближно односу између чешког и словачког становништва у Чехословачкој, укључујући војну опрему, железничку и авионску инфраструктуру. Неки мањи спорови, попут резерви злата ускладиштених у Прагу трајали су неколико година након распада.

### Подела валута
У почетку је стара чехословачка валута, чехословачких круна, остала у употреби у обе државе. Чешки страхови од економског губитка проузроковали су усвајање две националне валуте већ 8. фебруара 1993. На почетку су валуте имале једнак девизни курс, али је вредност словачке круне тада била обично нижа од вредности чешке круне (у 2004. око 25–27% ниже). Од 2. августа 1993. обе валуте су се разликовале различитим маркама које су прво лепљене, а затим штампане на старим новчаницама чехословачке круне.
Словачка је 1. јануара 2009. усвојила евро као своју валуту по курсу од 30.126 СК/€, а пригодни ковани новац у вредности од 2 евра из 2009. године, у Словачкој је израђен у част 20. годишњице Плишане револуције у знак сећања на заједничку борбу Чехословака за демократију. Игром случаја, поздравни говор у име Европске уније поводом уласка Словачке у еврозону одржао је Мирек Тополанек, премијер земље председавајуће Чешке, на свом матерњем језику, али остали гости који су говорили користили су енглески језик. Чешка и даље користи чешку круну као валуту.

### Међународно право
Ни Чешка ни Словачка нису тражиле признање као једине државе наследнице Чехословачке, за разлику од распада Совјетског Савеза, када је Русија призната као држава наследница не само Руске СФСР већ и самог Совјетског Савеза. Стога је чланство Чехословачке у Уједињеним нацијама престало распадом земље, али су 19. јануара 1993. Чешка и Словачка примљене као нове, одвојене државе.
У односу на друге међународне уговоре, Чеси и Словаци сложили су се да поштују уговорне обавезе Чехословачке. Словаци су 19. маја 1993. пренели писмо генералном секретару Уједињених нација да изразе своју намеру да остану страна свих уговора које је Чехословачка потписала и ратификовала и да ратификују уговоре потписане, али не и ратификоване пре распада Чехословачке. У писму су навели да ће према међународном праву, сви уговори које је Чехословачка потписала и ратификовала остати на снази. На пример, обе земље су признате као потписнице Антарктичке повеље од датума када је Чехословачка потписала споразум 1962. године.
Обе земље су ратификовале Бечку конвенцију о сукцесији држава у погледу уговора, али она није играла улогу током распада Чехословачке, јер је на снагу ступила тек 1996.

## Утицај

### Економија
Распад је имао одређени негативни утицај на две економије, посебно 1993. године, јер су традиционалне везе биле прекинуте како би се прилагодиле бирократији међународне трговине, али је утицај био знатно мањи него што су многи људи очекивали.
Царинска унија између Чешке и Словачке остала је на снази од распада до 1. маја 2004. године, када су обе земље ушле у Европску унију.
Многи Чеси су се надали да ће распад брзо започети еру високог економског раста у Чешкој, која више није морала да спонзорише „мање развијену Словачку“. Слично томе, Словаци су се радовали неискоришћеној Словачкој која би могла постати нови „економски тигар".
Према Прашком посту: "Словачки БДП достигао је 95 одсто чешког БДП-а и вероватно ће се изједначити с њим. Словачки бруто национални производ (БНП), који укључује приходе грађана у иностранству и искључује новац који мултинационалне компаније извлаче из земље, већи је од чешког. Старосне пензије су у обе земље мање-више на истом нивоу, а у Словачкој је потрошња по становнику нешто већа, али су плате у просеку у Словачкој за 10 одсто ниже од у Чешкој".
Међутим, Мартин Филко, шеф Института за финансијску политику словачког министарства финансија, истакао је да је Словачка међу земљама ЕУ чије плате чине најнижи део њиховог БДП-а. Другим речима, приходи неких људи потичу из извора који нису њихов главни посао, што смањује стварну разлику између чешких и словачких плата.
Словачка има већу политичку стабилност од Чешке. До 2018. године Словаци су од 1998. имали само четири премијера, али Чеси десет. Словаци су постали интегралнији део ЕУ због усвајања евра и одлучнији су да учествују у банкарским и фискалним унијама. У Чешкој је десница отворила економију, а левица је приватизовала банке и привукла стране инвеститоре.
До 2005. године, БДП две земље растао је сличном брзином. Међутим, од 2005. до 2008. године словачка економија је расла брже од чешке. Економисти се слажу да је овај раст изазван десничарским реформама владе Микулаша Дзуринде и обећањем о усвајању евра, које су привукле инвеститоре.
Када је левичарски популиста Роберт Фицо после осам година 2006. године заменио Дзуринду на месту словачког премијера, смањио је десничарске реформе, али их није укинуо, за разлику од чешких социјалдемократа.
У међувремену, Чеси су у четири године (2002–2006) имали три премијера из Чешке социјалдемократске партије, а за њима је био климави десничарски кабинет, који је смањио и поједноставио порез, али није успео да прогура друге реформе и није желео да усвоји евро због финансијске кризе и идеолошког става грађанских демократа.

### Држављанство
Од федерализације 1968. године, Чехословачка је поделила држављанство, било Чешке Социјалистичке Републике или Словачке Социјалистичке Републике, реч Социјалистичка је избачена из оба имена недуго након Плишане револуције. Та разлика, међутим, мало је утицала на живот грађана. 1. јануара 1993. године, сви чехословачки држављани аутоматски су постали држављани Чешке или Словачке Републике, на основу свог претходног држављанства, адресе сталног пребивалишта, родног места, породичних веза, посла и других критеријума. Поред тога, људи су имали годину дана да затраже друго држављанство под одређеним условима.
Словачко законодавство дозвољавало је двојно држављанство до 2010. године, када је оно укинуто. Само је неколицина људи искористила то право, али његов значај умањује чланство обе нације у ЕУ као слобода кретања радника, политика која грађанима ЕУ гарантује право на рад и живот било где у Унији. У случају кретања између Чешке и Словачке, политика је ступила на снагу од 2004. године.
Супротно томе, Чешка је забранила двојно држављанство натурализованим грађанима и захтева од њих да се одрекну постојећих држављанстава пре добијања држављанства Чешке. Од тог захтева може се одустати само ако би одустајање од постојећег држављанства могло подносиоца захтева или његове рођаке довести у опасност од прогона у њиховој домовини, што није био случај са подносиоцима захтева из Словачке. Та ситуација се променила новим Законом о држављанству из 2013. (186/2013 Сб.), На снази од 1. јануара 2014. Међутим, већина словачких држављана још увек није у могућности да постане двојни држављан и Чешке и Словачке, јер аутоматски губи словачко држављанство добровољним стицањем другог. Изузети од тог закона су само словачки држављани који страно држављанство добијају браком са страним држављанином. Неки словачки политичари су у медијима спекулисали о ублажавању Закона о држављанству, али од јануара 2015 још увек није дошло до промена.
Људи обе државе могли су прелазити границу без пасоша и смели су радити било где без потребе за добијањем званичне дозволе. Граничне контроле су у потпуности уклоњене 21. децембра 2007. године, када су се обе државе потписале Шенгенски уговор.
Према важећим европским прописима, држављани било које земље ЕУ имају право на дипломатску заштиту било које друге земље ЕУ, па су обе размишљале о спајању својих амбасада, заједно са државама Вишеградске групе, ради смањења трошкова.

#### Роми
Један од проблема који није решен током распуштања било је питање великог броја Рома који живе у Чешкој, а рођени су и званично регистровани у данашњој Словачкој. Већина њих није пререгистровала своје службено место боравка током месеци пре распуштања, па је питање њиховог држављанства остало отворено. Закон о чешкој националности из 1992. године дозвољавао је аутоматско држављанство само онима који су рођени на чешкој територији. За остале је право на држављанство захтевало доказ о петогодишњем боравку, „неупитну“ казнену евиденцију, значајне таксе и сложен бирократски поступак, који је наводно искључио прилично велики проценат Рома.
Словачка влада није желела да додели држављанство нерезидентима. Значајном броју Рома који су живели у чешким сиротиштима није био појашњен правни статус и пуштени су као одрасли нерезиденти без икаквог права да раде или живе у Чешкој. Под притиском Европске уније, чешка влада је изменила свој закон о држављанству 1999. и 2003. године, што је ефикасно решило проблем, али онима који су 1992. године остали без држављанства није додељено накнадно.

### Језички контакти
У бившој Чехословачкој први телевизијски канал био је савезни, а чешки и словачки су били језици који су се у једнаким размерама користили у тамошњим телевизијским вестима, али су страни филмови и телевизијске серије били синхронизовани скоро увек на чешком језику. То и чињеница да су ова два језика врло слична учинили су да су готово сви људи обе нације били пасивно двојезични: могли су да разумеју, али не и нужно да говоре други језик. После распада 1990-их, нови телевизијски канали у Чешкој су практично престали да користе словачки, а млади Чеси сада много мање разумеју словачки. Такође, драстично је опао број књига и новина на словачком језику које се продају у Чешкој. Вести са чешке телевизије, међутим, почеле су да поново уводе извештавање на словачком језику из Словачке, а словачка телевизија (STV2) реемитује вести чешке телевизије Události ČT једном дневно, 10 минута после поноћи.
На јавној Радио-телевизији Словачке уобичајено је приказивање барем једне дневне емисије вести из Чешке Републике у ударном термину. Многи програми на словачким телевизијским каналима и даље су синхронизовани на чешки језик, неки филмови у биоскопима имају титлове на чешком језику, а на тржишту постоји много више књига и периодичних издања на чешком језику него што их је било пре распада. Главни подстицај за размену језика дошло је од провајдера приватних телевизијских канала као што су „CS Link“ (Чешка) и „Sky Link“ (Словачка) који нуде словачке канале у Чешкој и обрнуто. Поред тога, неколико канала, без обзира на њихово национално порекло, нуди програме на чешком и словачком (CSFilm“, „TV Barrandov). Нови импулси међусобних контакта који долазе путем телевизије такође су емисије попут „Тест интелигенције нација“, „Чехословачка има талент“ и „Маскирани певач“ које емитују „PRIMA“ и „TV JOJ“.
У Словачкој се чешки језик и даље може аутоматски користити у свим судским поступцима, а словачке власти признају све документе написане на чешком језику и и обрнуто. Даље, словачки Закон о службеном језику, усвојен 2009. године, потврдио је право Чеха да користе свој језик у свим службеним комуникацијама када имају везе са словачким властима, иако је изричито ограничио употребу чешког језика у Словачкој на особе чији је матерњи језик чешки. Исто важи и за употребу словачког језика у Чешкој Републици због Закона о управном поступку из 2004. Густав Сламечка, словачки држављанин, који је био чешки министар саобраћаја (2009–2010), током службене комуникације користио је искључиво словачки.

### Спорт
Службени распад догодио се усред светског јуниорског првенства у хокеју на леду 1993. године, које се одржало у Шведској. Тим који је представљао Чехословачку преименован је у „чешко-словачки“ 1. јануара. На међународним турнирима у хокеју на леду Чешка је преузела место Чехословачке у А-групама, а Словачка је морала да стартује у нижим лигама.
Током ФИС светског првенства у скијању 1993. у Фалуну, у Шведској, скакачки тим такмичио се као комбиновани чешко-словачки тим и освојио је сребро. Тим је састављен пре распуштања Чехословачке. Јарослав Сакала освојио је две медаље у појединачним брдским дисциплинама за Чешку на тим играма, заједно са сребром у екипној дисциплини.
У квалификацијама за Светско првенство у фудбалу 1994., фудбалска репрезентација Чехословачке такмичила се под именом РЧС, што је значило „Репрезентација Чеха и Словака". Касније је званично подељен на чешку и словачку фудбалску репрезентацију. Тим се није квалификовао након што је у последњем мечу против Белгије одиграо нерешено у ситуацији када им је била потребна победа.
Међусобне сусрете репрезентација обе државе у многим спортовима прати већина популације, а број играча и тренера активних у другој републици је значајан. Мартин Липтак, словачки рукометни тренер, успешно је водио чешку репрезентацију на Европско првенство у рукомету 2010. у Аустрији. Чешки хокејашки тренер Владимир Вујтек водио је словачку репрезентацију до сребрне медаље на светском првенству 2012., победивши у полуфиналу чешки тим.
У неколико спортова имају заједничку лигу, а расправе о заједничкој лиги у фудбалу или хокеју на леду се настављају.
Друмски бициклиста Јан Сворада добио је словачко држављанство 1993, а 1994. године, постао је први словачки возач који је икада победио на етапи Тур де Франса. Две године касније узео је чешко држављанство и постао је први чешки возач који је освојио етапу Тур де Франса 1998. године.

### Телефонија
Чешка и Словачка су користиле позивни број Чехословачке (+42) све до 28. фебруара 1997, када је Чешка добила сопствени позивни број (+420), а Словачка (+421).